# Aïn Touila
Aïn Touila est une commune de la wilaya de Khenchela en Algérie.

## Géographie
Le territoire de la commune de Aïn Touila est situé au nord-est de la wilaya de Khenchela. 
| M'Toussa  | ? wilaya d'Oum El Bouaghi | ? wilaya d'Oum El Bouaghi |
| Ensigha   | Aïn Touila                | ? wilaya de Tébessa       |
| El Mahmal | El Mahmal                 | ? wilaya de Tébessa       |

## Église Ksar-el-Kelb

### Contexte
Les basiliques chrétiennes d’Afrique sont nombreuses et variées, mais leur étude archéologique comporte des difficultés. Des fouilles du XXIe ont mis au jour en partie une basilique donatiste à Ksar-el-Kelb, dont les inscriptions confirment son caractère donatiste et mentionnent le culte d’un martyr, l’évêque Marculus. Cette découverte comble une lacune dans l’archéologie chrétienne africaine et mérite une attention particulière, malgré son état incomplet. 
Aïn Touila, situé dans une région montagneuse en Algérie, abrite des vestiges antiques connus sous le nom de Ksar-el-Kelb. Ces vestiges comprennent un fort byzantin près d’une source et les restes d’une église, bien que leur identification exacte reste incertaine. Les fouilles ont permis de dégager partiellement une basilique à proximité de la source, où seul un pilier orné émergeait du sol. En dépit de cela, les pierres des murs visibles permettent de se faire une idée préliminaire de la structure de l’édifice.

### Description
L’église, presque parfaitement orientée, présente la configuration d’un rectangle mesurant vingt-six mètres de long sur douze mètres de large, divisée en trois nefs et se terminant à l’est par une abside saillante de 2,10 m. Les murs, atteignant une hauteur maximale de 1,50 m dans les parties les mieux conservées, ont une épaisseur moyenne de 0,50 m. Ils ont été érigés avec des chaînes de pierre de taille, certaines restant seules debout. Sur la façade, le seuil de l’entrée a été identifié, légèrement décalé vers la droite par rapport à l’axe de la nef centrale. Mesurant 1,74 m de long, il présente à chaque extrémité une mortaise allongée. Les deux montants qui flanquent ce seuil ne s’élèvent plus qu’à 50 cm et 23 cm de hauteur, avec une cavité carrée visible sur le plus haut, probablement faisant partie du système de fermeture.
La nef centrale, large de 4,50 mètres, est flanquée de deux collatéraux de 2,80 mètres chacun. Les supports qui les séparaient se terminaient par deux pilastres adossés aux murs de façade et reposant sur des bases attiques. La face du pilastre N. a été touchée par le feu. À partir de ces pilastres, on trouve la colonne I au nord, et du côté sud, à environ 1,85 m du pilastre, un pilier à ressauts figuré en L a été dégagé. Le sol des nefs, n’ayant révélé ni mosaïque ni pavement, semble avoir été simplement en terre battue. Toutefois, deux grandes dalles dans le collatéral sud posent question, étant disposées de manière significative à la hauteur de la cassure du pilier L.
À l’alignement des colonnes G et H, deux petits piliers quadrangulaires, probablement destinés à marquer l’entrée du chœur, ont été insérés. L’un d’eux est abîmé au sommet. En ce qui concerne la clôture du chœur, il est impossible de la restaurer complètement ; cependant, certains éléments architecturaux indiquent une disposition inhabituelle, avec des piliers et des pilastres symétriques. Cela pourrait signifier l’ajout d’une nouvelle partie au bout des collatéraux, une caractéristique assez rare sur le continent africain.
Des éléments de décoration en plâtre, des fragments de milliaires et une porte de pierre portant des inscriptions religieuses ont été découverts devant l’abside. Des colonnes courtes, cannelées en spirale, et des chapiteaux variés ont également été dégagés, mais leur emplacement d’origine reste incertain. L’abside surélevée, dépourvue de crypte apparente, est bien préservée au niveau du chœur, avec des escaliers latéraux probablement disparus. Les ouvertures de l’abside étaient flanquées de deux pilastres à ressauts. De plus, des voussoirs sculptés et une clef de voûte avec une inscription dédiée à Dieu ont été découverts, suggérant une décoration plus élaborée dans cette partie de l’édifice. Des sacristies étaient probablement présentes de part et d’autre de l’abside, mais leur configuration exacte reste incertaine en raison de l’état de la fouille.

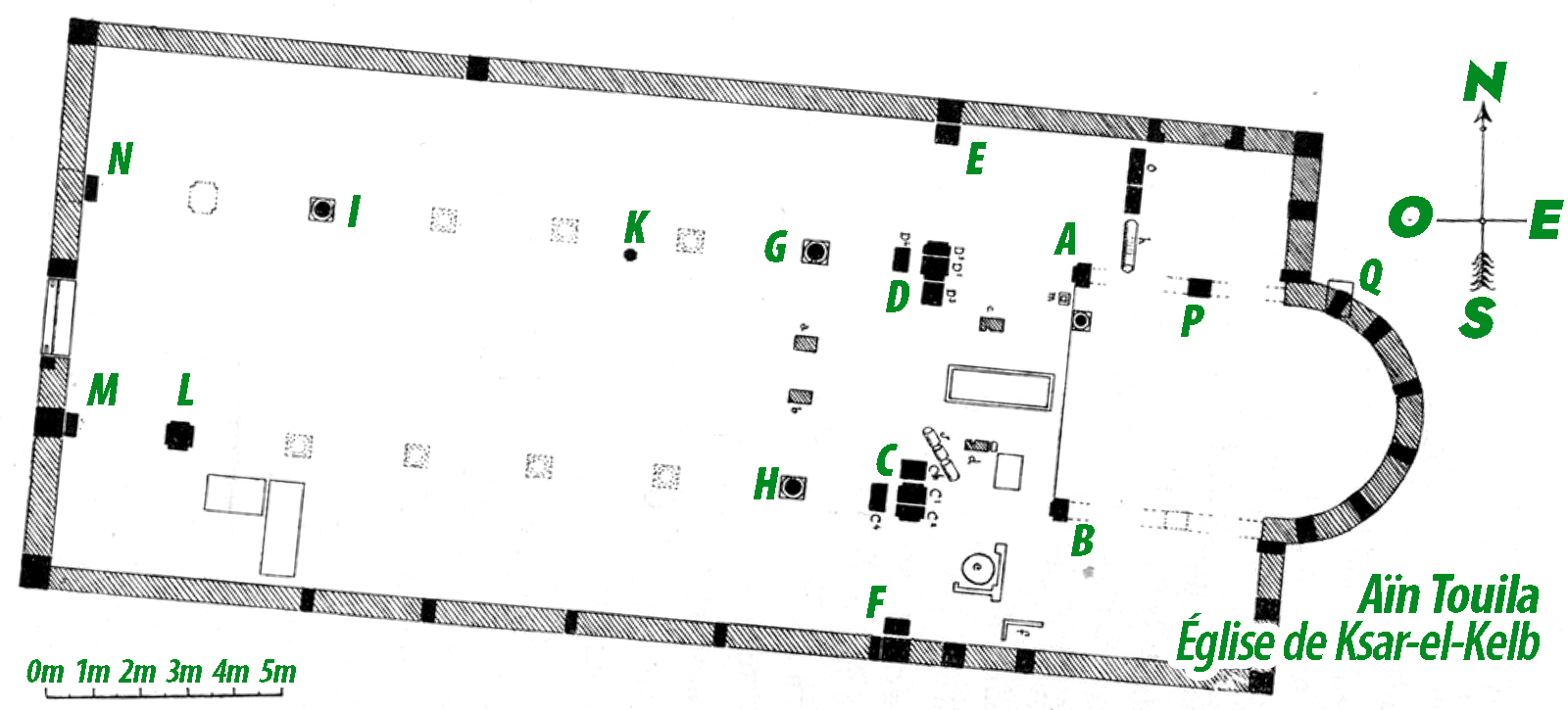
Plan de l'église Ksar-el-Kelb à Aïn Touila

### Décoration
La décoration de la basilique est composée de deux éléments : la décoration en pierre et la décoration en plâtre. Les colonnes, les pilastres, les voussoirs et autres éléments sont tous richement sculptés en relief. La technique utilisée semble être inspirée de celle du bois et de nombreuses scènes sont présentes dans les églises africaines. Même les soffites de certains voussoirs sont ornés, principalement avec des motifs géométriques tels que des rinceaux, des rosaces, des hélices, des marguerites, des feuilles opposées, des losanges et des Grecques simplifiées. Certains motifs sont répétés sur toute la surface, tandis que d’autres ne se retrouvent qu’une seule fois. Notamment sur les pilastres A et B et sur les faces correspondantes des demi-piliers C1 et D1, le symbole eucharistique est représenté, avec un vase d’où s’élance une vigne, surmonté d’oiseaux ou de poissons symbolisant le chrétien avide de la nourriture céleste.
La décoration en plâtre, bien qu’elle ait été largement mutilée, se trouve également au-devant du presbytère, principalement encadrée par l’arcature mentionnée plus haut. Chaque arête de l’édifice est décorée d’ovales, de bâtons brisés, de perles, de pirouettes et de graines. Ces éléments étaient peints, certains grains préservant leur couleur rouge, tandis que les bâtons brisés laissaient deviner des touches de jaune. Il existe également des fragments de plâtre pouvant être les restes de panneaux ajourés, quelques-uns d’entre eux étant brisés de manière à ressembler à des lettres de l’alphabet, bien que cela ne soit pas suffisant pour affirmer la présence d’une inscription en lettres de plâtre.
Les reliefs, bien que simples, sont généralement exécutés avec soin, témoignant d’une certaine sobriété de goût et d’une disposition réfléchie des motifs, soucieuse de l’effet d’ensemble. Ils présentent des similitudes frappantes avec des œuvres similaires trouvées dans d’autres monuments chrétiens d’Afrique, notamment les pilastres de Khenchela et un fragment de Tebessa attribué au IVe siècle. Ceci suggère que la basilique de Ksar-el-Kelb pourrait également remonter à cette époque.

### Inspriptions
À part la memoria de Marculus, quatre inscriptions ont été découvertes dans l’église, dont deux seulement sont liées à l’édifice. L’inscription sur la porte, mentionnée plus tôt, présente un grand monogramme constantinien au centre du panneau, avec l’inscription « DOMUS DEI » en grosses lettres en relief au-dessus de la porte et « AULA PACIS » en bas. La locution « DOMUS DEI » pour désigner l’église est courante dans l’épigraphie africaine, tandis que « AULA PACIS » est une nouveauté dans l’épigraphie chrétienne, et désigne probablement le sanctuaire chrétien. 
Une autre inscription, trouvée sur la clef de voûte d’un arc, présente les mots « DEO LAUDES H(ie) OMNES DlCAMV(s) », et constitue un exemple du célèbre cri de guerre des donatistes. Cette inscription, accompagnée d’un verbe, souligne l’unanimité des fidèles, une caractéristique essentielle pour une secte combattante comme celle-là. Sur un fragment de colonne et un tronçon de pierre cylindrique, gravée en lettres moins élaborées figurent des mentions impériales sans lien direct avec l’Église.
La « MEMORIA » DE MARCULUS », située au fond du collatéral sud, se compose d’une cuve de pierre entourée de dalles ornées de chrismes. Cette disposition unique suggère l’existence d’un reliquaire, probablement destiné aux restes d’un saint ou d’un martyr. Cette trouvaille, avec son agencement élégant et soigné, constitue un exemple rare d’inscription de memoria intégrée à l’architecture d’une église. Comparé à d’autres découvertes similaires dans la région, comme la cachette du reliquaire d’Aïn Zirara, le memoria de Marculus se distingue par son exposition apparente, mettant ainsi en valeur son caractère sacré aux yeux des fidèles.

### Signification
Cette église, située dans une petite bourgade modeste de Numidie, suscite un intérêt à plusieurs égards.
En premier lieu, pour l’histoire du donatisme. La basilique de Ksar-el-Kelb se trouve à la fois au cœur de l’ère du schisme et dans la région qui en fut le foyer principal. À l’intérieur même de la Numidie donatiste, cette région semble avoir été particulièrement significative, comme en témoigne la memoria de Marculus. Cette découverte met en lumière l’importance du culte des martyrs dans l’Église schismatique. Elle permet aussi une rencontre rare entre les preuves archéologiques et les écrits littéraires. Le memoria de Marculus ravive également l’histoire de ce personnage, l’un des plus éminents parmi les saints donatistes.
L’église présente également une importance considérable sur le plan archéologique. Non seulement en raison du memoria, dont l’agencement est novateur, mais aussi grâce au plan et à la décoration. La présence d’un transept en forme de croix est exceptionnelle en Afrique. Les plâtres ajourés et colorés, témoignant d’une technique orientale, soulignent les liens entre l’art chrétien d’Afrique et celui de l’Orient syrien. Enfin, la mention de Marculus résout un problème de topographie souvent débattu et permet d’identifier sans erreur le site de Ksar-el-Kelb comme étant l’ancienne Vegesela.